# Malongocephalus
Malongocephalus – rodzaj stawonogów z wymarłej gromady trylobitów, z rzędu Redlichina.
Żyły w okresie wczesnego kambru (ok. 524–518,5 mln lat temu).